# Helen Sharman

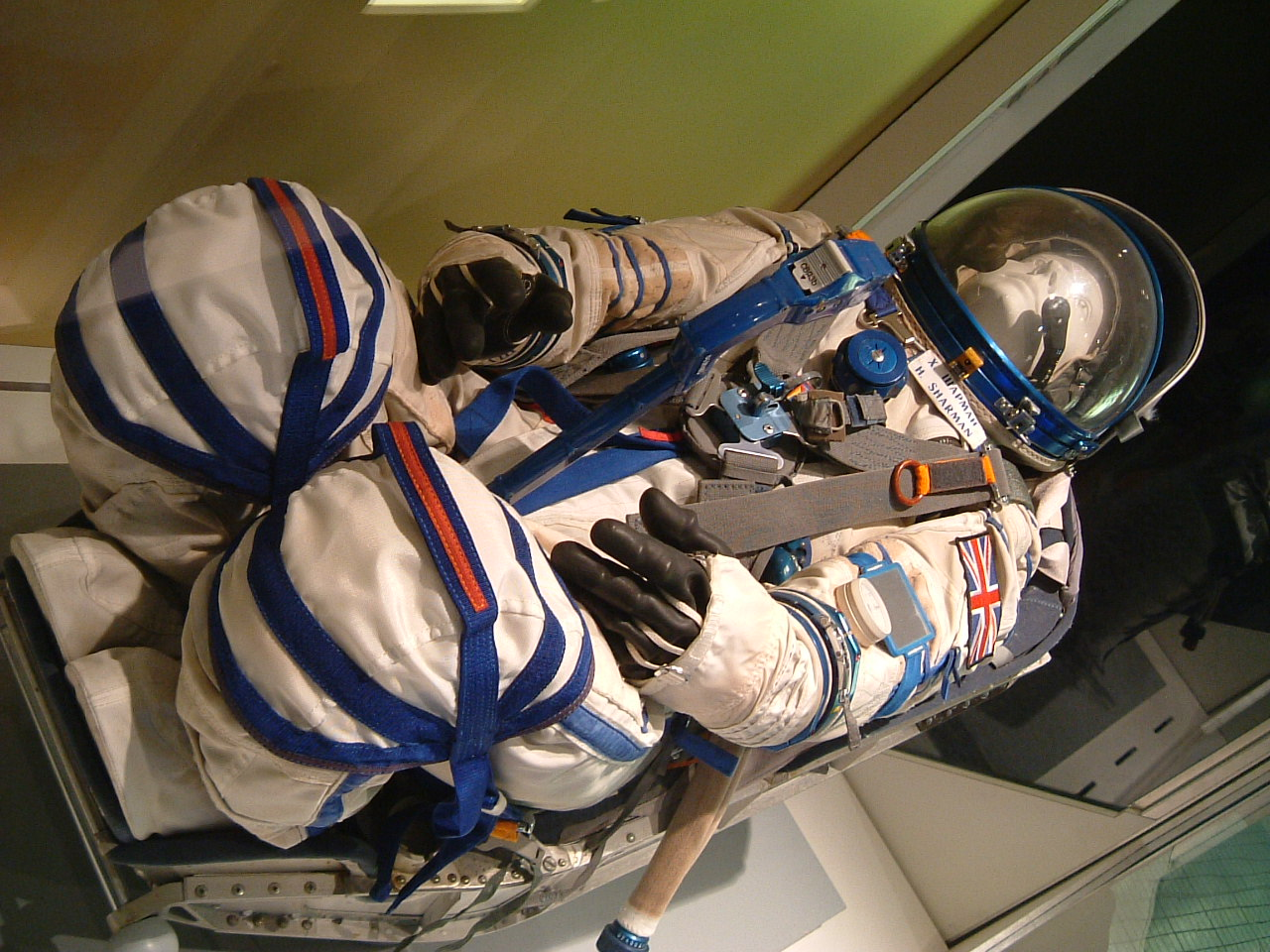
Ruimtepak van Sharman

Helen Patricia Sharman, OBE PhD (Grenoside bij Sheffield, 30 mei 1963) is een Brits wetenschapper en de eerste Britse astronaut. Ze studeerde chemie en werd in 1989 geselecteerd om als eerste vrouw het ruimtestation Mir te bezoeken. Daar verbleef zij in 1991 bijna acht dagen. De Russische Federatie heeft haar met een medaille, de Medaille van verdienste voor ruimteonderzoek onderscheiden.